# Крокерова морска змија
Laticauda crockeri је гмизавац из реда Squamata и фамилије Elapidae. 

## Угроженост
Ова врста се сматра рањивом у погледу угрожености врсте од изумирања.

## Распрострањење
Ареал врсте је ограничен на једну државу. 
Соломонова острва су једино познато природно станиште врсте.

## Станиште
Станишта врсте су језера и језерски екосистеми и слатководна подручја.